# Jedrska elektrarna Ignalina
Jedrska elektrarna Ignalina (litovsko Ignalinos atominė elektrinė – IAE) je zaprta jedrska elektrarna v Litvi. Stoji na severovzhodu države ob jezeru Drūkšiai blizu tromeje z Latvijo in Belorusijo, imenuje pa se po 50 kilometrov oddaljenem mestu Ignalina.
Od štirih načrtovanih reaktorjev sta bila zgrajena dva. Zaradi njune nevarne zasnove in podobnosti s ponesrečeno jedrsko elektrarno Černobil je Litva do leta 2009 elektrarno zaustavila.

## Tehnični podatki
V jedrski elektrarni Ignalina sta bila nameščena dva vodno hlajena, grafitno moderirana reaktorja RBMK-1500; tako kot vsi reaktorji RBMK sta imela samo en vodni krog, v katerem se je voda uparjala v reaktorski sredici, para pa se je ločevala od vode v ločevalnikih in se dovajala na turbine. Model RBMK-1500 je obratoval samo v Ignalini. Njegova nazivna toplotna moč je bila 4800 MW in električna moč 1500 MW, vendar so po černobilski nesreči obratovanje omejili na največjo toplotno moč 4200 MW.
Vsak reaktor je imel dve turbini K-750-65/3000 z 800-megavatnima generatorjema.

## Zgodovina
Pripravljalna dela za gradnjo elektrarne so stekla leta 1974, že leta 1975 pa je bil položen prvi kamen na mestu bodočega satelitskega mesta Sniečkus (danes imenovanega Visaginas).
Gradnja prvega bloka jedrske elektrarne se je v polnem obsegu začela marca 1978, čemur je sledil drugi v začetku leta 1980. Skupaj so v Ignalini načrtovali izgradnjo štirih blokov z reaktorji RBMK-1500, kar je bil takrat najmočnejši energetski reaktor na svetu. Leta 1983 se je začela gradnja tretjega bloka jedrske elektrarne, 31. decembra istega leta pa je bil zagnan prvi blok.
Zagon drugega bloka je bil načrtovan za leto 1986, vendar so po nesreče v elektrarni Černobil dokončanje in začetek obratovanja preložili na naslednje leto. Zagnali so ga 31. avgusta 1987. Glede gradnje tretjega bloka, ki je bil tedaj 60-% dokončan, je vlada Litovske SSR vložila pritožbo vladi ZSSR in sprejeta je bila odločitev o ustavitvi gradnje, leta 1989 pa je bil načrt tretjega bloka popolnoma ovržen.
Leta 1993 je elektrarna dosegla višek izplena z 12 260 GWh letne proizvodnje, kar je znašalo 88,1 % vse električne energije, proizvedene v državi, in se s tem deležem vpisala v Guinnessovo knjigo rekordov.

### Zaustavitev
Zaustavitev jedrske elektrarne Ignalina je bila pogoj za vstop Litve v Evropsko unijo; kot razlog je bilo navedeno, da elektrarna nima zadrževalnega hrama in da je ni mogoče nadgraditi do primerne stopnje varnosti. Življenjska doba bi prvemu reaktorju sicer iztekla leta 2008, drugemu pa 2032. Evropska unija je prispevala okoli 820 milijonov evrov za stroške razgradnje.
V skladu z obvezo, da to storijo pred letom 2005, so prvi blok jedrske elektrarne zaustavili 31. decembra 2004 ob 20:02.
Oktobra 2008 je v Litvi potekal posvetovalni referendum o podaljšanju obratovanja drugega bloka elektrarne, ki ga je podprlo 91 % volivcev, vendar zaradi manj kot 51-odstotne udeležbe referendum ni bil veljaven. Drugi blok je prenehal obratovati 31. decembra 2009 ob 23. uri.
Po izklopu elektrarne se je začelo njeno dekomisioniranje. Elektrarna je bila izpraznjena izrabljenega goriva do pomladi 2022. Začetek demontaže reaktorjev je načrtovan za leto 2028, razgradnja pa naj bi bila dokončana do leta 2038.

### Nova jedrska elektrarna
Z izklopom jedrske elektrarne Ignalina se je Litva spremenila iz neto izvoznice v neto uvoznico električne energije. V začetku 21. stoletja so vlade baltskih držav razpravljale o izgradnji nove, sodobnejše jedrske elektrarne na istem mestu. Potem ko se je na posvetovalnem referendumu leta 2012 okoli 63 % volivcev opredelilo proti gradnji, je bila zamisel opuščena.

## V popularni kulturi
V Ignalini je bila posneta večina prizorov zunanjosti in notranjosti elektrarne za televizijsko miniserijo Černobil.